# Fajr

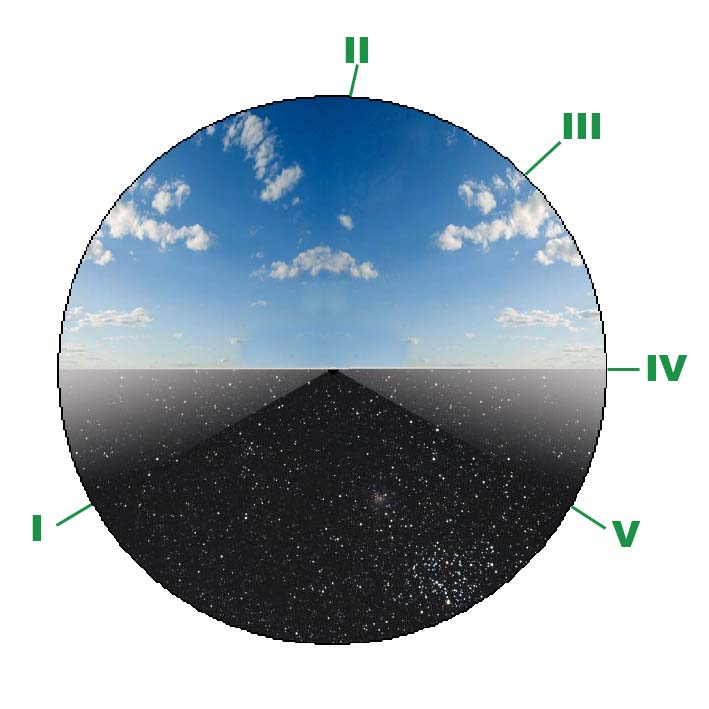
De vijf tijden van de salat ten opzichte van de dag en nacht, fajr is aangegeven met I

Fajr of fadjr (Arabisch:'فجر' dageraad) is binnen de islam het ochtendgebed dat onderdeel is van de vijfmaaldaagse salat en daarmee onderdeel van de vijf zuilen van de islam. Het wordt als derde op een dag verricht.
Fajr wordt genoemd in soera Het Licht 58. De Arabische naam van soera De Dageraad is eveneens al-Fajr. Sommige moslims beschouwen het ochtendgebed als meer kostbaar dan hun leven door de tafsir op basis van twee Hadith. Het zou Gods meest geliefde gebed zijn, omdat velen nog slapen. Dit maakt deze salat voor de gelovigen tot een voornaam gebed.
Fajr bestaat uit twee verplichte ra’kaat. De leider van de salat, imam genoemd, reciteert hardop. Voor de verplichte ra’kaat kan een moslim twee soennah ra’kaat verrichten.
Dit gebed wordt verricht bij dageraad, normaliter circa anderhalf tot twee uur voor zonsopgang. Deze tijd kan verschillen per madhhab door verschillende berekeningswijzen. Traditioneel wordt aangenomen dat de dageraad aanbreekt als de zon zich 18 graden onder de horizon bevindt maar aangezien deze waarde in de zomermaanden gedurende de zogenaamde 'grijze nachten' in Nederland nooit bereikt wordt, gebruikt men tijdens deze periode hiervoor een kleinere waarde.
De fajr is ook het moment waarop gedurende de maand ramadan het vasten begint. In principe kan tot zonsopkomst fajr verricht worden.